# شهرستان جاسپر (جورجیا)
شهرستان جاسپر، جورجیا (به انگلیسی: Jasper County, Georgia) یک سکونتگاه مسکونی در ایالات متحده آمریکا است که در جورجیا واقع شده‌است.